# (2455) Somville
(2455) Somville est un astéroïde de la ceinture principale.

## Description
(2455) Somville est un astéroïde de la ceinture principale. Il fut découvert le 5 octobre 1950 à Uccle par Sylvain Arend. Il présente une orbite caractérisée par un demi-grand axe de 2,73 UA, une excentricité de 0,09 et une inclinaison de 7,5° par rapport à l'écliptique.

## Compléments